# 정여해
정여해(鄭汝諧, 1450년~1520년)는 조선 전기의 성리학자, 철학자이다. 자는 중화(仲和), 호는 돈재(遯齋)이다. 

## 생애
점필재 김종직의 문인이자 김굉필, 정여창, 남곤, 김일손의 동문 후배이다.
친족 형제인 일두 정여창의 권고로 점필재 김종직의 문인이 되었다. 후일 무오사화로 유배된 김굉필을 구하려 하였으나 그의 만류로 단념하였다. 이후 은거하면서 학문연구와 후학 양성에 전념하였다.
정인지, 정숭조, 정현조, 정여창, 하동군부인 등의 일족으로 정인지는 그의 5대조 정을진의 형 정을귀의 손자였고, 정현조, 정숭조는 을귀의 증손이며 정여창은 종6대조 정유의 5대손이었다.

## 같이 보기
- 정여창
- 김종직
- 김굉필
- 남곤
- 김전
- 김일손
- 이목
- 김안국
- 김정국
- 정인지
- 정현조
- 정숭조